# 6 mars
Pour les articles homonymes, voir Six-Mars.
6 février 6 avril
Chronologies thématiques
- Croisades
- Ferroviaires
- Sports
- Disney
- Anarchisme
- Catholicisme

Abréviations / Voir aussi
- (° 1852) = né en 1852
- († 1885) = mort en 1885
- a.s. = calendrier julien
- n.s. = calendrier grégorien
- Calendrier
- Calendrier perpétuel
- Liste de calendriers
- Naissances du jour

Le 6 mars est le 65e jour, moins souvent le 66e, de l'année du calendrier grégorien ; il en reste ensuite 300.
C'était généralement le 16e jour du mois de ventôse dans le calendrier républicain / révolutionnaire français officiellement dénommé jour de l'épinard.

## Événements

### Iersiècleav. J.-C.
- 6 martius 12 av. J.-C. : Auguste devient Pontifex maximus, titre le plus élevé de la religion romaine (avant son titre de "père de la patrie" du 5 februarius 2 av. J.-C., donc environ dix années juliennes plus tard d'un calendrier romain).

### Xesiècle
- 961 : victoire byzantine lors du siège de Chandax, ce qui met fin à l'émirat de Crète.

### XIesiècle
- 1058 : confirmation par le pape Étienne IX du privilège monétaire de Cluny.

### XIIIesiècle
- 1204 : Philippe Auguste prend Château-Gaillard aux Anglais.

### XIVesiècle
- 1323 : traité de Paris. Le comte de Flandre reconnaît définitivement que le comte de Hollande est aussi comte de Zélande.

### XVesiècle
- 1426 : victoire de Jean de Lancastre à la bataille de Saint-James pendant la guerre de Cent Ans.Jeanne d'Arc

Jeanne d'Arc

- 1429 : Jeanne d'Arc rencontre Charles VII roi de France.
- 1446 : la bataille de Ragaz est le dernier épisode militaire de l'ancienne guerre de Zurich.
- 1447 : consécration du pape Nicolas V.
- 1454 : les délégués de la confédération prussienne prêtent allégeance à Casimir IV Jagellon, roi de Pologne, ce qui mènera à la guerre de Treize Ans.
- 1480 : ratification du traité d’Alcáçovas qui met fin à la guerre de Succession de Castille.

### XVIIesiècle
- 1629 : en Allemagne, promulgation par l'empereur de l'édit de Restitution.
- 1642 : à Rome, le pape condamne l’Augustinus de Jansénius ; mais la bulle In Eminenti ne sera publiée en France qu'en 1643.
- 1645 : victoire de Lennart Torstenson à la bataille de Jankau pendant la guerre de Trente Ans.

### XVIIIesiècle
- 1714 : à Rastatt (Allemagne), la France signe la paix avec l'Autriche.
- 1793 : en Belgique, après que le Hainaut est devenu département de Jemappes le 2 mars, Tournai et Louvain sont réunis à la France.
- 1794 : à Paris, ce 16 ventôse, à la Convention, Barère présente un rapport sur l'extinction de la mendicité.

### XIXesiècle
- 1803 : dans l'océan Indien, envoyé pour réoccuper les villes françaises de l'Inde, l'amiral Decaen s'embarque pour l'Île-de-France (l'île Maurice).
- 1824 : en France, vote d'une loi qui porte à sept ans la durée de la législature.
- 1831 : l'opéra La Sonnambula de Vincenzo Bellini est présenté pour la première fois au Théâtre Carcano de Milan.
- 1836 : le Fort Alamo, à San Antonio (Texas), est pris par l'armée mexicaine, au terme d'un siège de treize jours qui a coûté la vie à 187 Américains, dont Davy Crockett ou Jim Bowie.
- 1848 : premiers troubles de la révolution de Mars, à Berlin.
- 1853 : l'opéra La traviata, de Verdi, est présenté pour la première fois au théâtre de la Fenice, à Venise.
- 1857 : l'arrêt Scott v. Sandford de la cour suprême des États-Unis nie le droit à la justice pour les esclaves, c'est une victoire pour les États esclavagistes.
- 1869 : Mendeleïev présente sa « classification périodique des éléments » devant la Société de chimie de Russie.
- 1889 : en Serbie, après avoir multiplié les erreurs politiques et les gaspillages financiers, Milan Obrénovitch abdique en faveur de son fils Alexandre, âgé de douze ans.
- 1898 : à Pékin, la Chine cède pour 99 ans le port de Qingdao à l'Allemagne ainsi que des gisements miniers.

### XXesiècle
- 1912 : inauguration de la voie ferrée qui relie Arica au Chili (côte pacifique) à La Paz en Bolivie, en franchissant les Andes à 4 264 mètres d'altitude.
- 1914 : à Paris, installation du premier tribunal pour enfants.

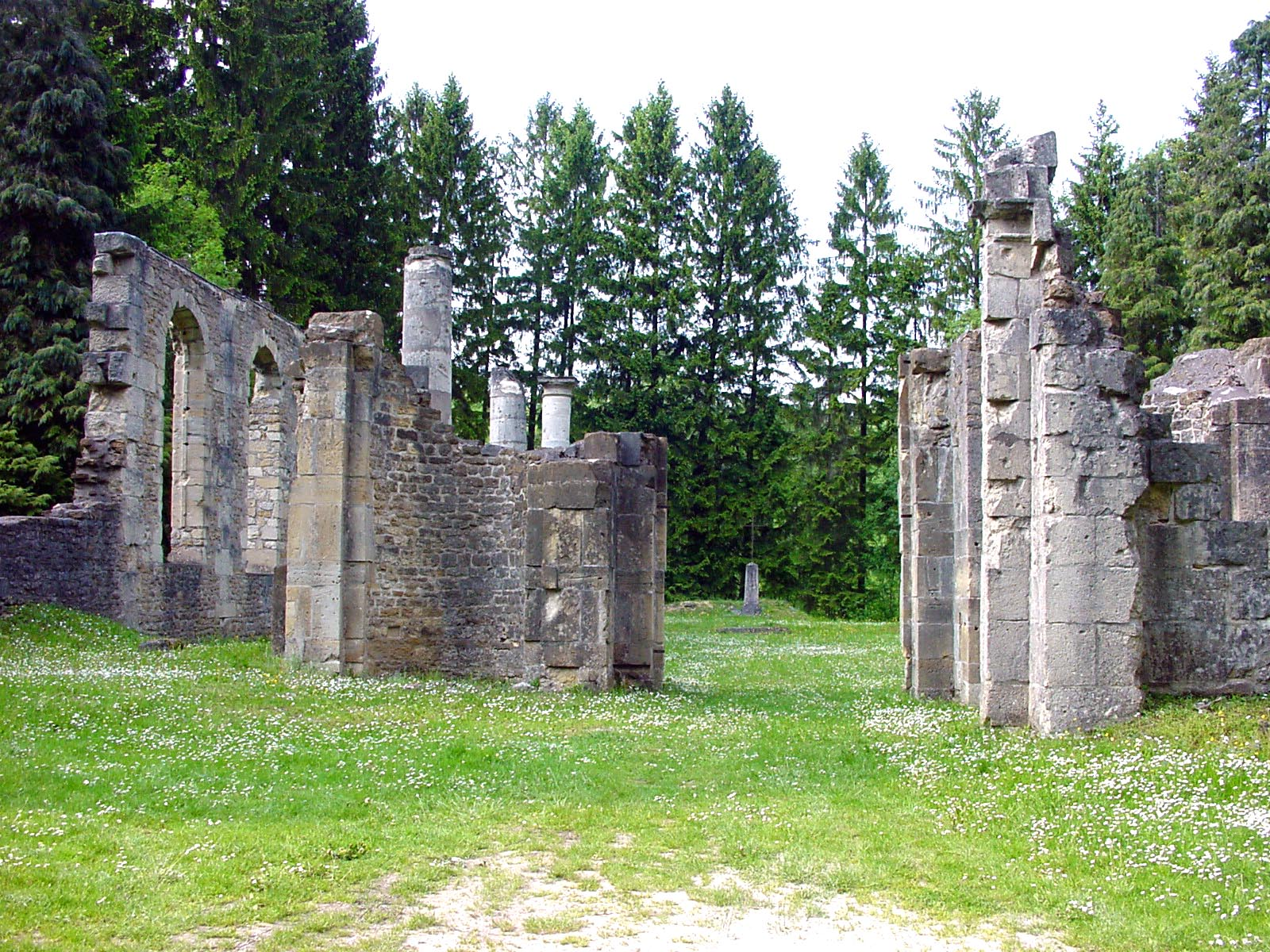
Église du village détruit d'Ornes près de Verdun
- 1916 :
  - début des combats du Mort-Hommes et de la Côte 304 lors de la bataille de Verdun.
  - échec de la première attaque allemande sur le fort de Vaux.
- 1921 : fondation du Parti communiste portugais.
- 1922 : la chapelle des apparitions de Fátima (Portugal) est dynamitée par des inconnus.
- 1926 : en France, chute du gouvernement du président du Conseil Aristide Briand.
- 1930 : les premiers aliments congelés sont mis en vente à Springfield, dans le Massachusetts.
- 1933 : au lendemain d'élections truquées favorisant les nazis en Allemagne, les Polonais occupent le port de Danzig.
- 1938 : victoire républicaine à la bataille du cap de Palos pendant la guerre d'Espagne.
- 1943 : opération Capri, pendant la campagne de Tunisie.
- 1945 : la Ire armée américaine occupe Cologne.
- 1946 : par les accords Hô-Sainteny, la France reconnaît le Viêt Nam comme État libre, au sein de la Fédération indochinoise.
- 1947 :
  - Dick Pope (en) invente le barefoot, ski nautique sans ski.
  - Fawzi al-Qawuqji passe, avec l'armée de libération arabe, le pont Allenby.
- 1951 :
  - début du procès de Ethel et Julius Rosenberg, devant le tribunal fédéral de Foley Square, à New York. Les époux Rosenberg seront exécutés le 19 juin 1953.
  - L'USAF autorise la production sous licence de l'English Electric Canberra par la société Glenn L. Martin, sous la désignation Martin B-57 Canberra.
- 1953 : Gueorgui Malenkov succède à Staline à la tête du gouvernement soviétique.
- 1957 :
  - Israël remet le couloir de Gaza aux casques bleus de l'ONU.
  - Indépendance du Ghana.
- 1960 : Alain Giletti devient champion du monde de patinage artistique.
- 1962 : les États-Unis s'engagent à défendre la Thaïlande contre une agression communiste directe, sans attendre une action de l'Organisation du traité de l'Asie du Sud-Est.
- 1964 : Constantin II monte sur le trône de Grèce.
- 1965 :
  - première diffusion de Belphégor sur la deuxième chaîne de l'ORTF.
  - Le Pentagone annonce l'envoi au Sud-Viêt Nam de 3 500 fusiliers-marins, premières troupes terrestres combattantes américaines engagées dans la lutte contre les forces communistes.
  - Alain Calmat est champion du monde de patinage artistique.
- 1970 : Alexander Dubček est suspendu du Parti communiste tchécoslovaque, dont il a été le secrétaire général au moment du Printemps de Prague.
- 1976 :
  - un avion Iliouchine 18, de la compagnie Aeroflot, s'écrase entre Erevan et Zvartnots, tuant ses 111 passagers et membres d'équipage.
  - 23 disques 45 tours d'une même formation musicale entrent en même temps au Hit-parade. EMI réédite en effet 23 disques des Beatles.
- 1980 : Marguerite Yourcenar devient la première femme élue à l'Académie française.
- 1981 : Ricardo Hoffman arrive à Santa Elena à la nage. Parti 84 h 37 plus tôt de Corientes, il a parcouru les 481,5 km du Rio Paraná sans s'arrêter.
- 1982 : le professeur Cabrol pratique la première transplantation cardiaque et pulmonaire.
- 1986 : première rencontre entre la sonde soviétique « Vega 1 » et la comète de Halley.
- 1987 : naufrage du car-ferry britannique Herald of Free Enterprise au large de Zeebruges en Belgique : 193 morts.
- 1988 : des milliers de Tibétains manifestent à Lhassa, réclamant la fin du joug communiste chinois.
- 1990 : pour la première fois depuis 70 ans, le Soviet suprême autorise les soviétiques à posséder des entreprises.
- 1994 : Colin Jackson porte le record du monde du 60 m haies à 7,30 s.
- 1997 : ouverture du Stade de Liga Deportiva Universitaria à Quito.
- 1999 : Ta Mok, surnommé « le Boucher », dernier chef militaire des Khmers rouges, encore en fuite, est arrêté par l'armée cambodgienne, près de la frontière thaïlandaise.

### XXIesiècle
- 2001 :
  - en Chine, quarante-deux personnes dont trente-cinq enfants de huit et neuf ans, forcés de fabriquer des pièces pyrotechniques, périssent dans l'incendie de leur école.
  - face à la fièvre aphteuse, la France interdit sur son territoire le transport des espèces animales sensibles, vers les marchés et expositions notamment.
  - publication dans le quotidien égyptien El Midan d'une entrevue accordée par l'écrivaine égyptienne Nawal El Saadawi au journaliste Wahid Raafet, à la suite de l'interdiction de plusieurs de ses ouvrages à la foire internationale du livre du Caire dans laquelle elle dit que le pèlerinage à La Mecque et embrasser la Pierre noire relevaient du paganisme.
- 2002 :
  - à Shikin, Afghanistan, les chasseurs américains bombardent les talibans, avec parmi eux des femmes et des enfants.
  - Un hélicoptère israélien tire un missile sur la Moukataa (complexe de l'Autorité palestinienne à Ramallah) au moment où Yasser Arafat reçoit l'émissaire européen Miguel Ángel Moratinos.
- 2003 :
  - Vivendi Universal annonce une perte historique de 23,3 milliards d'euros nets pour 2002, ce qui en fait la plus importante jamais enregistrée par un groupe français.
  - Un Boeing 737-200 d'Air Algérie s'écrase peu après le décollage de Tamanrasset et tue 102 personnes dont 6 Français. C'est la plus grande catastrophe aérienne qu'ait connue l'Algérie depuis son indépendance en 1962.
  - La Garde suisse, armée du Vatican, accueille pour la première fois en son sein un soldat de couleur d'origine indienne, Dhani Bachmann.
- 2004 :
  - Gaspare Pipitone, capitaine du vraquier Panarea Primo est surpris en flagrant délit de rejets de substance en mer Méditerranée.
- 2006 : Jean-Marie Guéhenno, secrétaire général adjoint de l’ONU chargé des opérations de maintien de la paix, effectue sa cinquième visite en République démocratique du Congo (du 6 au 15 mars), pour se rendre compte sur place, alors que la période qui s’ouvre est critique, du travail accompli depuis le début de la Transition, des défis qui restent à relever et de ce qui reste à faire dans la préparation des élections, prévues le 18 juin.
- 2007 : en Indonésie, un violent séisme fait plus de 70 morts sur l'île de Sumatra.
- 2011 : élections législatives en Estonie.
- 2013 : victoire des rebelles lors de la bataille de Raqqa pendant la guerre civile syrienne.
- 2016 : élection présidentielle au Bénin.
- 2021 : en Côte d'Ivoire, les élections législatives ont lieu afin de renouveler les 255 membres de l'Assemblée nationale du pays[1].
- 2025 : en Syrie, une insurrection pro-Assad commence et les combats font environ 500 morts puis un millier de civils notamment alaouites sont massacrés par les forces du gouvernement de transition[2].

## Arts, culture et religion
- 845 : exécution de quarante-deux martyrs après une expédition en Amorium.
- 1447 : Tommaso Parentucelli est élu pape sous le nom de Nicolas V.
- 1642 : la bulle In eminenti condamne et met à l'Index l'Augustinus, œuvre fondatrice du jansénisme.
- 1982 : sur une idée en partie du maire de Collonges-la-Rouge (Corrèze), création à Salers (Cantal) de l'association Les Plus Beaux Villages de France qui a vu ses communes membres augmenter de 66 à 159 inscrites de nos jours[3].

## Sciences et techniques
- 1869 : présentation officielle par Dimitri Mendeleïev de son tableau périodique des éléments chimiques
- 2015 : la sonde spatiale Dawn de la NASA se place en orbite autour de la planète naine Cérès.
- 2025 : l'atterrisseur lunaire Athena, de la société américaine Intuitive Machines, se pose près du Mons Mouton[4].

## Économie et société
- 1995 : le groupe ING rachète Barings pour une livre symbolique.
- 2002 : loi spéciale de restitution par la France de la dépouille mortelle de Saartjie Baartman, surnommée la « Vénus hottentote », à l'Afrique du Sud.
- 2016 : accident aérien de l'Antonov An-26 russe au niveau de la base aérienne de Hmeimim.

## Naissances

### XIVesiècle
- 1340 : Jean de Gand, comte de Richmond (1342-1372), Lancastre, Lincoln, Derby et Leicester (à partir de 1361), duc de Lancastre (à partir du 13 novembre 1362), duc d'Aquitaine à partir de 1390 et père du roi Henry IV d'Angleterre († 3 février 1399).

### XVesiècle
- 1405 : Jean II, roi de Castille († 20 juillet 1454).
- 1459 : Jacob Fugger, banquier allemand († 30 décembre 1525).
- 1475 : Michelangelo Buonarroti dit Michel-Ange, peintre, sculpteur, poète et architecte italien († 18 février 1564).
- 1483 : François Guichardin, homme d’État et historien italien († 22 mai 1540).
- 1486 : Francysk Skaryna, premier imprimeur biélorusse († 1541).
- 1490 : Fridolin Sicher, organiste et compositeur suisse († 13 juin 1546).
- 1492 : Jean Louis Vivès, humaniste, philosophe et pédagogue espagnol († 6 mai 1540).
- 1495 : Luigi Alamanni, poète, homme politique et agronome italien († 18 avril 1556).

### XVIesiècle
- 1508 : Humâyûn, deuxième empereur de l'Empire mogol († 26 janvier 1556).
- 1546 : saint Juan Grande Roman, laïc espagnol et fondateur d'hôpitaux pour les pauvres († 3 juin 1600).
- 1550 : Michelangelo Naccherino, sculpteur italien  († février 1622).
- 1556 : Nyaungyan Min, cinquième roi de la dynastie Taungû, en Birmanie († 3 mars 1606).
- 1585 :
  - Francesco Corner, 101e doge de Venise († 5 juin 1656).
  - Jacinthe Mariscotti, religieuse italienne, proclamée sainte par le pape Pie VII en 1807 († 30 janvier 1640).
- 1591 : Tommaso Tamburini, jésuite et théologien italien († 10 octobre 1675).

### XVIIesiècle
- 1601 : Philippe Briet, jésuite et savant français († 9 décembre 1668).
- 1618 : Philipp Ernst Förster (de), conseiller allemand à la cour et Kanzleidirektor des comtes de Stolberg-Wernigerode († 5 juillet 1658).
- 1619 : baptême de Cyrano de Bergerac, soldat, poète et libre-penseur français († 28 juillet 1655).
- 1620 : Théophile Bonet, médecin suisse († 29 mars 1689).
- 1621 : Daniel Le Hirbec, navigateur français († 1647).
- 1624 : Johann Georg Albini, théologien protestant et écrivain allemand († 25 mai 1679).
- 1638 : Henry Capell (en), 1er Baron Capell of Tewkesbury, 1er baron, 1er Lord de Grande-Bretagne et amiral († 30 mai 1696).
- 1640 : Marcantonio Barbarigo, cardinal italien († 26 mai 1706).
- 1643 : Pierre de Langle, évêque et théologien janséniste français († 12 avril 1724).
- 1648 : Jean Bernanos, capitaine flibustier et corsaire français († 13 juillet 1695).
- 1654 :
  - Charles Lebourg de Monmorel, prédicateur français († 28 octobre 1719).
  - Ludovico Roncalli, musicien et compositeur italien († 1713).
- 1659 : Salomon Franck, juriste, scientifique et poète allemand († 11 juillet 1725).
- 1661 : Victoire de l'Incarnation, religieuse brésilienne († 19 juillet 1715).
- 1663 :
  - Francis Atterbury, homme de lettres et évêque anglais († 22 février 1732).
  - Jean-Baptiste Matho, compositeur français de l'ère baroque († 16 mars 1743).
- 1664 : Pierre Taffin, un des premiers entrepreneurs du charbon français († 12 décembre 1745).
- 1669 : Georg Theodor Barthold (de), médecin allemand († 6 décembre 1713).
- 1677 : Pietro Micca, militaire et patriote italien († 30 août 1706).
- 1679 : João Manuel de Noronha (pt), noble, marquis de Tancos, gouverneur portugais († 19 janvier 1761).
- 1683 : Guillaume de Lamoignon de Blancmesnil, magistrat français († 1722).
- 1687 : Jean Lebeuf, prêtre, historien et érudit français († 10 avril 1760).
- 1688 : Joseph Xaupi, homme de lettres et érudit français († 7 décembre 1778).
- 1696 : Joseph Anton Feuchtmayer, sculpteur et graveur allemand († 2 janvier 1770).

### XVIIIesiècle
- 1701 : Louis-René Caradeuc de La Chalotais, juriste français († 12 juillet 1785).
- 1706 : George Pocock, amiral britannique († 3 avril 1792).
- 1714 : Jean-Baptiste-Marie Pierre, peintre et dessinateur français († 15 mai 1789).
- 1716 : Pehr Kalm, explorateur et botaniste suédois († 16 novembre 1779).
- 1724 : Henry Laurens, homme d'affaires américain et meneur politique dans la guerre d'indépendance américaine († 8 décembre 1792).
- 1725 : Hendrik Benedictus Stuart, cardinal britannique prétendant au trône († 13 juillet 1807).
- 1733 : Filippo Casoni, cardinal italien († 9 octobre 1811).
- 1737 : Jowius Fryderyk Bystrzycki (pl), évêque de Varsovie et astronome polonais († 10 juillet 1821).
- 1740 : Giovanni Meli, poète et dramaturge italien († 20 décembre 1815).
- 1744 : Otto Fabricius, naturaliste et missionnaire danois († 20 mai 1822).
- 1753 : 
  - Jean-Baptiste Kléber, général français, assassiné le († 14 juin 1800).
  - Francesco Melzi d'Eril, homme politique italien, vice-président de République italienne de 1802 à 1805 († 16 janvier 1816).
- 1755 :
  - Jean-Pierre Claris de Florian, auteur dramatique, romancier, poète et fabuliste français († 13 septembre 1794).
  - Joseph de Puisaye, militaire et un homme politique français († 13 septembre 1827).
  - Alois von Reding, militaire et homme politique suisse († 5 février 1818).
- 1757 : Louis de Fontanes, écrivain français († 17 avril 1821).
- 1760 : Amélie Zéphyrine de Salm-Kyrbourg, princesse allemande de Hohenzollern-Sigmaringen († 17 octobre 1841).
- 1761 : Antoine François Andréossy, général d'Empire, hydrographe et diplomate français († 10 septembre 1828).
- 1763 : Jean-Xavier Lefèvre, compositeur et pédagogue de musique suisse († 9 novembre 1829).
- 1766 :
  - Marin-Pierre Gaullier, colonel français dans les armées royales et l'un des chefs de la tête des chouans en Mayenne († 9 avril 1817).
  - George Spencer-Churchill, 5e duc de Marlborough, noble britannique († 5 mars 1840).
- 1767 : Charles Jean Marie Barbaroux, homme politique français († guillotiné le 25 juin 1794).
- 1779 : Antoine de Jomini, général, banquier et historien français († 22 mars 1869).
- 1781 : Ignaz Franz Castelli, poète et dramaturge autrichien († 5 février 1862).
- 1784 : Anselme Gaëtan Desmarest, zoologiste français († 4 juin 1838).
- 1785 :
  - Gesche Gottfried, tueur en série allemand († 21 avril 1831).
  - Karol Kurpiński, compositeur polonais de tard classicisme († 18 octobre 1857).
- 1786 : Charles Napier, amiral britannique († 6 novembre 1860).
- 1787 : Joseph von Fraunhofer, physicien allemand († 7 juin 1826).
- 1790 : Jacques Arago, explorateur et écrivain français († 27 novembre 1854).
- 1792 : Jean-Jacques Willmar, homme politique luxembourgeois († 26 novembre 1866).
- 1793 : Bernhard Klein, compositeur allemand († 9 septembre 1832).
- 1797 : Gerrit Smith, homme politique, abolitionniste et philanthrope américain († 28 décembre 1874).
- 1798 : Jasmin, coiffeur et poète occitan († 4 octobre 1864).
- 1799 : Mastro Titta, bourreau italien, exécuteur des sentences capitales de l'État pontifical († 18 juin 1869).
- 1800 : Charles Vincent Francois Pezet de Corval, médecin-major français, au service du Grand-duché de Bade († 3 août 1861).

### XIXesiècle
- 1803 :
  - Charles Januarius Acton, cardinal britannique († 23 juin 1847).
  - Friedrich Wilhelm von Tigerström (de), docteur en droit allemand († 28 octobre 1868).
- 1804 : Louis Stromeyer, chirurgien et professeur de médecine allemand († 15 juin 1876).
- 1805 : Alexandre Desgoffe, peintre français de l'École de Barbizon († 25 juillet 1882).
- 1806 : Elizabeth Barrett Browning, poète britannique († 29 juin 1861).
- 1808 : Sophie Adlersparre, artiste peintre suédoise († 23 mars 1862)
- 1810 :
  - Paul-Émile De Puydt, botaniste, économiste et écrivain belge († 28 mai 1888 ou 20 mai 1891).
  - George Robert Waterhouse, naturaliste britannique († 21 janvier 1888).
- 1812 :
  - Aaron Lufkin Dennison, horloger américain († 9 janvier 1895).
  - Bruno Hildebrand, économiste et homme politique allemand († 29 janvier 1878).
- 1813 :
  - Luigi Ferraris, homme politique, sénateur et ministre italien († 17 octobre 1900).
  - Vicente de Sousa Queirós (pt), noble et homme politique brésilien († 6 septembre 1872).
- 1814 : Jean-Baptiste-Ange Tissier, peintre français († 4 avril 1876).
- 1815 : 
  - José Bonifácio de Campos Ferraz (pt), noble brésilien († 8 novembre 1884).
  - Eugène de Lonlay, chansonnier, compositeur, poète et romancier français († 23 mai 1886
- 1817 : Clémentine d'Orléans, fille du roi des Français Louis-Philippe Ier rattachée à la famille princière de Saxe-Cobourg († 16 février 1907).
- 1819 : Émile Blanchard, zoologiste français († 11 février 1900).
- 1820 : Horatio Gouverneur Wright, ingénieur et général américain dans l'Armée de l'Union lors de la guerre de Sécession († 2 juillet 1899).
- 1823 : Charles Ier, roi de Wurtemberg († 6 octobre 1891).
- 1826 : Marietta Alboni (Maria Anna Marzia Alboni), cantatrice (contralto) italienne († 23 juin 1894).
- 1827 :
  - Wilhelm Carl Heraeus (de), fondateur allemand de l'entreprise Heraeus († 14 septembre 1904).
  - John Douglas, homme politique australien († 23 juillet 1904).
- 1831 :
  - Friedrich von Bodelschwingh der Ältere, pasteur protestant et théologien allemand († 2 avril 1910).
  - Philip Sheridan, général américain dans l'Armée de l'Union, durant la Guerre de Sécession (1861-1865) († 5 août 1888).
- 1832 :
  - José Pereira de Faro (pt), noble et homme politique brésilien († 1er février 1899).
  - Adrien Barthélemy Louis Henri Rieunier, amiral et homme politique français († 10 juillet 1918).
- 1833 : Henri Rieunier, amiral et homme politique français († 10 juillet 1918).
- 1834 :
  - Cyril Clerke Graham (Kirkstall, 6 mars 1834 - Cannes, 9 mai 1895), explorateur et diplomate britannique.
  - Joseph Durandy, ingénieur et homme politique français († 11 août 1912).
  - Theodor Kleinschmidt, explorateur et naturaliste allemand († 10 avril 1881).
  - George du Maurier, illustrateur et écrivain britannique († 8 octobre 1896).
- 1835 : Maria Alexandrovna Oulianova, mère de Lénine († 25 juillet 1916).
- 1838 : Szymon Winawer, joueur d'échecs polonais († janvier 1920).
- 1839 :
  - Olegario Víctor Andrade, poète, journaliste et personnalité politique argentin († 30 octobre 1882).
  - Reinhard Kekulé von Stradonitz, archéologue allemand († 23 mars 1911).
- 1840 : Gustave Ruiz (de), compositeur français († après 1977).
- 1841 :
  - Alfred Cornu, physicien français († 11 avril 1902).
  - Charles-Augustin Coulomb, physicien français († 23 août 1902).
  - Alfred Rossel, chansonnier français normand († 17 décembre 1926).
- 1843 : Arthur Napoleão, compositeur brésilien († 12 mai 1925).
- 1845 : 
  - Lucien Paté, journaliste, poète et parolier français († 5 janvier 1939).
  - Giuseppe Toniolo, économiste et sociologue italien († 7 octobre 1918).
- 1847 :
  - Cesare Arzelà, mathématicien italien († 15 mars 1912).
  - Johann Georg Hagen, jésuite et astronome autrichien († 5 septembre 1930).
- 1848 : Viktor Weisshaupt, peintre allemand († 23 février 1905).
- 1849 :
  - August Luchs (de), savant allemand († 25 avril 1938).
  - Georg Luger, inventeur allemand des pistolets Parabellum († 22 décembre 1923).
- 1850 :
  - Jean Charles Louis Thomas Chapais, fonctionnaire québécois († 23 juillet 1926).
  - David Supino (it), homme politique italien († 3 mai 1937).
- 1851 :
  - Miguel Bombarda, médecin psychiatre brésilien († 3 octobre 1910).
  - Augustin-Pierre Cluzel, prêtre lazariste d'origine aveyronnaise devenu archevêque d'Héraclée en Iran († 12 août 1874).
- 1852 :
  - Josef Bayer, compositeur autrichien († 12 mars 1913).
  - Joseph Deniker, anthropologue français († 18 mars 1918).
- 1853 : John Tunstall, éleveur et homme d'affaires américain († 18 février 1878).
- 1855 : Walter Friedensburg, archiviste et historien allemand († 19 février 1938).
- 1856 : Josef Ohrwalder, missionnaire catholique autrichien († 7 août 1913).
- 1857 : Manuel Maria Coelho, militaire portugais († 1943).
- 1858 :
  - Jiří Polívka, slaviste tchèque († 21 mars 1933).
  - Coslett Herbert Waddell, prêtre et botaniste irlandais († 8 juin 1919).
  - Gustav Wied, écrivain danois († 24 octobre 1914).
- 1859 :
  - Louis Boutan, biologiste français († 6 avril 1934).
  - Vittorio Italico Zupelli, général et homme politique italien († 22 janvier 1945).
  - Gaston Moch, pacifiste et espérantiste français († 1935).
- 1860 : Ronald Munro-Ferguson, vicomte Novar, sixième gouverneur général d'Australie († 30 mars 1934).
- 1862 :
  - Guerrita (Rafael Guerra Bejarano dit), matador espagnol († 21 février 1941).
  - Jácome de Sousa Ribeiro (pt), journaliste, musicien et compositeur portugais († inconnue).
- 1863 :
  - Valentine Beuve-Méry (née Valentine Séveno), écrivaine française († 3 février 1952).
  - Théophile Laforge, altiste français († 31 octobre 1918).
- 1864 : Karel Buchtela (de), archéologue tchèque († 19 mars 1946).
- 1865 :
  - Clémentine Delait (Clémentine Clattaux dite), aubergiste, mannequin, femme d'affaires française, connue comme la plus célèbre femme à barbe († 19 avril 1939).
  - Matveï Vassilievitch Golovinski, agent provocateur des services secrets russes (Okhrana) et auteur († 1920).
- 1866 :
  - Ettore Bortolotti, mathématicien italien († 17 février 1947).
  - Hans Christiansen, peintre allemand († 5 janvier 1945).
  - Dumitru Kiriac-Georgescu (ro), compositeur roumain († 8 janvier 1928).
- 1869 :
  - Luigi Montemartini (it), botaniste italien († 5 février 1952).
  - François-Xavier Ross, homme d'Église canadien, évêque de Gaspé († 5 juillet 1945).
- 1870 : Oscar Straus, compositeur autrichien († 11 janvier 1954).
- 1871 :
  - Afonso Costa, avocat, professeur universitaire et homme politique portugais († 11 mai 1937).
  - Fritz Ehrler (de), syndicaliste et homme politique social-démocrate allemand († 19 octobre 1944).
- 1872 :
  - Johan Bojer, auteur norvégien († 3 juillet 1959).
  - Paul Juon, compositeur d'opéra russe († 21 août 1940).
  - Agnes Morton, joueuse de tennis britannique († 5 avril 1952).
- 1874 : Nicolas Berdiaev, philosophe russe († 23 mars 1948).
- 1875 :
  - Louis Dedet, joueur de rugby à XV français († 25 juillet 1960).
  - Paul Elbel, homme politique français († 9 avril 1940).
- 1876 :
  - Erna von Dobschütz (de), artiste peintre portraitiste allemande († 25 juin 1963).
  - Hedda Eulenberg, traductrice allemande († 13 septembre 1960).
  - Archimede Santi (it), peintre italien († 20 avril 1947).
- 1878 : bienheureux Marie-Joseph Cassant, moine et prêtre français béatifié en 2004 par Jean-Paul II († 17 juin 1903).
- 1879 : Jimmy Hunter, joueur de rugby à XV néo-zélandais († 14 décembre 1962).
- 1880 : Jameson Adams, explorateur, météorologue et militaire britannique († 30 avril 1962).
- 1881 : María Blanchard, artiste peintre espagnole appartenant à l'École de Paris († 5 avril 1932).
- 1882 :
  - F. Burrall Hoffman (en), architecte américain († 27 novembre 1980).
  - Gaston Delaplane, rameur français († 12 décembre 1977).
  - Guy Kibbee, acteur américain († 24 mai 1956).
  - Jean-Pierre Lamboray, dessinateur et graphiste luxembourgeois († 23 novembre 1962).
- 1883 : Bachisio Raimondo Motzo, historien et philologue italien († 14 juin 1970).
- 1884 : Molla Bjurstedt, joueuse de tennis américano-norvégienne († 22 novembre 1959).
- 1885 : Ring Lardner, journaliste sportif et auteur américain († 25 septembre 1933).
- 1887 : Jean Choux, cinéaste suisse († 2 mars 1946).
- 1889 : Arnold Fanck, réalisateur allemand et pionnier du cinéma de montagne († 29 septembre 1974).
- 1890 : 
  - Albrecht von Bernstorff, diplomate allemand et résistant au régime national-socialiste allemand († 23 avril 1945 ou 24 avril 1945).
  - Ödön Tersztyánszky, escrimeur hongrois, double champion olympique († 21 juin 1929).
- 1892 : Amedeo Agostini (it), mathématicien italien († 27 juin 1958).
- 1893 :
  - Daniël Belinfante, compositeur néerlandais († 27 janvier 1945).
  - Furry Lewis, guitariste de blues américain († 14 septembre 1981).
  - Gus Meins, réalisateur, producteur et scénariste américain († 1er août 1940).
- 1894 :
  - Elisabeth Castonier, écrivain allemande († 24 septembre 1975).
  - Edgar Julius Jung, homme politique allemand († 30 juin 1934).
  - Clifford Roberts, administrateur de golf américain († 29 septembre 1977).
- 1895 :
  - Albert Tessier, prêtre, professeur, historien et pionnier du cinéma québécois († 13 septembre 1976).
  - Anneliese Umlauf-Lamatsch (de), écrivain autrichienne († 18 mars 1962).
- 1896 :
  - Robert Jaujard, vice-amiral français, commandant en chef pour la marine pour la Western Union Defence Organization (WUDO) faisant suite au traité de Bruxelles du 17 mars 1948 († 24 janvier 1977).
  - Norodom Suramarit, roi du Cambodge de 1955 à 1960 († 26 juin 1960).
  - August Werner (de), footballeur allemand († 20 octobre 1968).
- 1897 :
  - Joseph Berchtold, premier Reichsfuehrer-SS et membre du NSDAP allemand († 23 août 1962).
  - Léonard Garraud, homme politique français, syndicaliste des services techniques des PTT († 8 juillet 1944).
  - Knudåge Riisager, compositeur danois († 26 décembre 1974).
- 1898 :
  - Therese Giehse, comédienne allemande († 3 mars 1975).
  - Victoria Kent, avocate et femme politique radicale socialiste de la Seconde République espagnole († 25 septembre 1987).
  - René Lefèvre, acteur, scénariste et écrivain français († 23 mai 1991).
  - Gus Sonnenberg (en), joueur de football et lutteur américain († 9 septembre 1944).
- 1899 : Dimitri Kirsanoff, réalisateur estonien († 11 février 1957).
- 1900 :
  - Joubert de Carvalho (pt), médecin et compositeur brésilien († 20 septembre 1977).
  - Gina Cigna, cantatrice soprano dramatique italienne d'origine française († 26 juin 2001).
  - Lefty Grove, joueur américain de baseball († 22 mai 1975).
  - Henri Jeanson, écrivain, journaliste et dialoguiste français († 6 novembre 1970).
  - Carmen Lind Pettersen, artiste peintre guatémaltèque († 1991).

### XXesiècle
- 1901 :
  - Ernest W. Gibson, Jr. (en), homme politique américain († 4 novembre 1969).
  - Marc Donskoï, cinéaste soviétique († 21 mars 1981).
  - Germaine Poinso-Chapuis, femme politique française († 20 février 1981).
  - (ou 21 février) Wladimir Sergejewitsch Pyschnow (de), aérodynamicien soviétique († 1984).
- 1902 : Rudolf Mandrella (de), juriste et adversaire allemand du régime nazi († 3 septembre 1943).
- 1903 :
  - Nguyễn Công Hoan, écrivain vietnamien († 6 juin 1977).
  - Kōjun (Nagako Kuniyoshi), impératrice du Japon, épouse de l'empereur Shōwa († 16 juin 2000).
  - Charles Michels, militant syndical communiste français mort pour la France († 22 octobre 1941).
  - Elizabeth Becker-Pinkston, plongeuse américaine, championne olympique en 1928 († 6 avril 1989).
- 1904 :
  - José Antonio Aguirre, figure politique au Pays basque († 22 mars 1960).
  - Joseph Schmidt, ténor autrichien († 16 novembre 1942).
- 1905 : Bob Wills, chanteur américain († 13 mai 1975).
- 1906 :
  - Lou Costello, acteur, producteur et humoriste américain († 3 mars 1959).
  - Lucy Hillebrand, architecte allemande († 30 septembre 1997).
- 1907 : Stefano Bottari (it), critique d'art italien († 11 février 1967).
- 1908 : Ollie Sansen (de), joueur de football américain († 21 mars 1987).
- 1909 :
  - Stanisław Jerzy Lec, poète et écrivain polonais († 7 mai 1966).
  - Fritz Leese (de), fabricant et directeur de théâtre de marionnettes allemand († 19 octobre 2004).
  - Włodzimierz Puchalski (en), historien, photographe et réalisateur de films sur la nature polonais († 19 janvier 1979).
- 1910 : Rudolf Palme (de), maître d'échecs autrichien († 1er janvier 2005).
- 1911 :
  - Nikolaï Baïbakov, homme d'État soviétique, économiste et héros du travail socialiste († 31 mars 2008).
  - Robert Beauvais, écrivain, journaliste, producteur de radio, scénariste et comédien français († 23 février 1982).
  - Evelyn Dubrow, journaliste et syndicaliste américaine († 20 juin 2006).
  - Heinrich Homann (de), homme politique allemand, président du NDPD de 1972 à 1989 († 4 mai 1994).
  - Henryk Vogler (pl), écrivain, critique littéraire et théâtral polonais († 19 février 2005).
  - Robert Wagner, ingénieur et homme politique français († 3 avril 1988).
- 1912 : Marinho de Oliveira Franco (pt), maestro et musicien saxophoniste brésilien († 24 mars 2000).
- 1913 :
  - Alexandre Pokrychkine, officier de l'aviation soviétique, promu Héros de l'Union soviétique à trois reprises († 13 novembre 1985).
  - Jerzy Sołtan (pl), architecte et professeur d'université polonais († 16 septembre 2005).
- 1914 :
  - Kirill Kondrachine, chef d'orchestre russe († 7 mars 1981).
  - Vjekoslav Luburić, séparatiste bosnien issu du mouvement oustachi, dirigeant du Camp de concentration de Jasenovac († 20 avril 1969).
- 1915 :
  - Renato Brogelli (it), dramaturge italien († 30 octobre 2007).
  - Mohammed Burhanuddin (en), dirigeant religieux musulman, chef de chant religieux de Bohra († 17 janvier 2014).
  - Jan Cottaar (nl), journaliste et rédacteur sportif néerlandais († 21 juillet 1984).
  - Georges Dayan, homme politique |français († 28 mai 1979).
  - Pete Gray, joueur de baseball américain († 30 juin 2002).
  - Benny de Weille, clarinettiste, compositeur, arrangeur et chef d'orchestre allemand († 17 décembre 1977).
- 1916 :
  - Hermann Axen, haut fonctionnaire (est-)allemand du comité central du Politbureau († 15 février 1992).
  - Red Callender, musicien, contrebassiste et tuba, de jazz américain († 8 mars 1992).
  - Rochelle Hudson, actrice américaine († 17 janvier 1972).
- 1917 :
  - Luís de Albuquerque, professeur et historien portugais († 22 janvier 1992).
  - Samaël Aun Weor, ésoteriste colombien († 24 décembre 1977).
  - Hélio Borges (pt), biologiste brésilien († 5 septembre 2003).
  - Pierre Chatenet, homme politique français († 4 septembre 1997).
  - Donald Davidson, philosophe et professeur d'université américain († 30 août 2003).
  - Will Eisner, illustrateur et réalisateur de dessins animés américain († 3 janvier 2005).
  - Frankie Howerd, acteur et scénariste britannique († 19 avril 1992).
  - Georges Pagnoud, journaliste sportif français qui participa à la création d'épreuves cyclistes sur route († 29 juin 1984).
- 1918 :
  - Jacques Baumel, résistant français, député, sénateur, secrétaire d'État et maire de Rueil-Malmaison († 17 février 2006).
  - Red Callender, contrebassiste et tubiste américain († 8 mars 1992).
  - Howard McGhee, trompettiste de jazz américain († 17 juillet 1987).
  - Maria Mercader, actrice espagnole, épouse de Vittorio De Sica († 26 janvier 2011).
  - Roger Price, humoriste, auteur de comédies, écrivain, dessinateur et éditeur américain († 31 octobre 1990).
- 1920 :
  - Jadwiga Dackiewicz (pl), écrivain, traducteur de poésies françaises polonais († 25 octobre 2003).
  - Olive Dickason, historienne canadienne († 12 mars 2011).
  - Lewis Gilbert, réalisateur britannique († 23 février 2018).
  - Heinz-Herbert Karry, homme politique allemand (FDP), ministre de l'économie du Hesse († 11 mai 1981).
  - Maria Cristina de Mello (pt), issue des familles mythiques portugaises Champalimaud et Espirito Santo († 25 août 2006).
- 1921 :
  - Piero Carini, pilote italien de formule 1 Ferrari en 1952 et 1953 († 30 mai 1957).
  - Julius Rudel, chef d'orchestre américain d'origine autrichienne († 26 juin 2014).
- 1922 :
  - Maria Cytowska (pl), savante polonaise, philologue classique, traductrice et éditrice de littérature classique, professeur d'université († 14 novembre 2007).
  - Jean Martin, acteur français († 2 février 2009).
- 1923 :
  - Erhard Karkoschka (de), compositeur allemand († 26 juin 2009).
  - Jürgen von Manger (de), acteur et comique allemand († 15 mars 1994).
  - Ed McMahon, acteur, producteur et scénariste américain († 23 juin 2009).
  - Wes Montgomery, guitariste de jazz américain († 15 juin 1968).
- 1924 :
  - Jean Darrieussecq, joueur français de rugby à XV († 27 décembre 1992).
  - Ottmar Walter, footballeur allemand († 16 juin 2013).
  - William H. Webster, juriste et avocat américain membre du parti républicain, directeur du FBI entre 1978 et 1987 puis de la CIA de 1987 à 1991.
- 1925 : Richard Kreß, footballeur allemand († 30 mars 1996).
- 1926 :
  - Howard Chandler Robbins Landon, musicologue américain († 20 novembre 2009).
  - Ann Curtis, nageuse américaine († 26 juin 2012).
  - Alan Greenspan, président américain de la Réserve fédérale, la banque centrale des États-Unis.
  - Elwood Hillis, homme politique américain.
  - Georges Matagne, député fédéral et député régional bruxellois du Front national belge († 5 décembre 1997).
  - Branko Plesa, acteur, réalisateur et scénariste yougoslave († 9 juin 2001).
  - Andrzej Wajda, réalisateur et scénariste polonais († 9 octobre 2016).
  - Ken Whyld (en), joueur spécialiste, historien et écrivain sur le jeu d'échecs britannique († 11 juillet 2003).
- 1927 :
  - William Joseph Bell, producteur américain († 29 avril 2005).
  - Gordon Cooper, astronaute américain († 4 octobre 2004).
  - Gabriel García Márquez, écrivain colombien, prix Nobel de littérature 1982 († 17 avril 2014).
  - Norman Treigle, basse-baryton américain († 16 février 1975).
- 1928 :
  - Robert Clouse, réalisateur de cinéma américain († 4 février 1997).
  - Georg Eder (de), archevêque autrichien († 19 septembre 2015).
  - Christa Wehling, actrice allemande († 17 mars 1996).
- 1929 :
  - Nicolas Bouvier, écrivain photographe iconographe et voyageur suisse († 17 février 1998).
  - Nancy Chaffee, joueuse de tennis américaine († 11 août 2002).
  - Günter Kunert, écrivain allemand († 21 septembre 2019).
- 1930 :
  - Annick Allières, actrice française.
  - Jean Laroyenne, escrimeur français de sabre († 13 février 2009).
  - Lorin Maazel, chef d'orchestre et violoniste américain († 13 juillet 2014).
- 1931 :
  - Nicolas Barone, coureur cycliste français († 31 mai 2003).
  - Bikki (Hisao Sunazawa dit), sculpteur sur bois japonais († 25 janvier 1989).
  - Carla Lonzi, écrivaine et critique d'art italienne († 2 août 1982).
  - Hal Needham, acteur, réalisateur, scénariste et producteur américain († 25 octobre 2013).
  - Everett Rogers, sociologue et statisticien américain († 21 octobre 2004).
  - John Smith, acteur américain († 25 janvier 1995).
  - Jimmy Stewart, pilote automobile écossais († 3 janvier 2008).
- 1932 :
  - Bronisław Geremek, professeur d'histoire et homme politique polonais († 13 juillet 2008).
  - Frank Govers (nl), couturier néerlandais († 14 janvier 1997).
  - Lauri Honko (en), folkloriste finlandais des sciences et de la religion († 15 juillet 2002).
  - Joseph Puccar, footballeur français.
  - Max Streibl, homme politique chrétien-démocrate (CSU) allemand († 11 décembre 1998).
- 1933 :
  - Ted Abernathy (en), joueur de baseball américain († 16 décembre 2004).
  - Mariano Arana, architecte et homme politique uruguayen ministre du logement.
- 1934 :
  - Marie-France Garaud, femme politique et ex-ministre française.
  - Keith Spicer, politicologue, journaliste, communicateur et fonctionnaire canadien.
  - Michail Studenezki, basketteur soviétique puis russe, médaillé d'argent aux Jeux olympiques d'été de 1956 († 1er mars 2021).
- 1935 :
  - Claude Bernard, auteur français de chants pour la liturgie catholique.
  - Ron Delany, athlète irlandais.
  - Derek Kevan, footballeur international anglais († 4 janvier 2013).
  - João Morais, footballeur portugais († 27 avril 2010).
  - Margareta Pogonat (ro), actrice roumaine.
  - Shaila Rubin (it), directrice de casting américain († 15 décembre 2006).
  - Eva Rühmkorf (de), femme politique allemande du parti SPD († 22 janvier 2013).
- 1936 :
  - Marion Barry, homme politique américain († 23 novembre 2014).
  - Jean Boht (en), actrice britannique.
  - Angelino Fons, réalisateur et scénariste espagnol († 7 juin 2011).
  - Sylvia Robinson, chanteuse et productrice de musique américaine († 29 septembre 2011).
  - Choummaly Sayasone, homme politique laotien.
  - Bram Stemerdink, homme politique néerlandais du parti travailliste PvdA.
- 1937 :
  - Ivan Boesky, négociant en bourse américain.
  - Guy Boniface, joueur de rugby à XV français († 1er janvier 1968).
  - Hans-Dieter Grabe (de), réalisateur allemand.
  - Jos van Kemenade, homme politique néerlandais († 19 février 2020).
  - Paul Méfano, compositeur français.
  - Valentina Terechkova, cosmonaute russe, première femme dans l'espace extra-atmosphérique.
- 1938 :
  - Jean-Paul Escale, footballeur français.
  - Guidone (it) (Guido Celestino Egidio Crapanzano dit), chanteur, musicien et acteur italien.
  - Geraldo Sarno (pt), scénariste et directeur de cinéma brésilien.
- 1939 :
  - Kit Bond, homme politique américain.
  - Margarita de Borbón (Margarita d'Espagne), infante d’Espagne, duchesse de Soria et d’Hernani issue de la famille royale d’Espagne.
  - Peter Glotz, homme politique allemand du SPD, économiste des médias († 25 août 2005).
  - Joseph Magiera, footballeur français.
  - Adam Osborne, inventeur britannique de l'ordinateur portable († 18 mars 2003).
  - Cookie Rojas (en), joueur de baseball d'origine cubaine.
  - Perry Salles (pt), acteur brésilien († 17 juin 2009).
  - David Spielberg, acteur américain († 1er juin 2016).
- 1940 :
  - Philippe Amaury, PDG français du groupe Amaury spécialisé dans la presse et les événements sportifs († 23 mai 2006).
  - Gerard Cox, chanteur et acteur néerlandais.
  - Philippe Lacoue-Labarthe, critique, philosophe et écrivain français († 28 janvier 2007).
  - Claudi Martí, chanteur, poète, romancier et essayiste français de langue occitane.
  - Willie Stargell, joueur de baseball américain († 9 avril 2001).
- 1941 :
  - Peter Brötzmann, musicien de jazz allemand.
  - Robert Guéï, dirigeant militaire de la Côte d’Ivoire du 24 décembre 1999 au 26 octobre 2000 († 19 septembre 2002).
  - Gabriel De Michèle, footballeur français.
  - Marilyn Strathern, anthropologue britannique.
- 1942 :
  - Jacques Bonnier, rejoneador français.
  - Paco Cepero (en), guitariste de flamenco espagnol.
  - Michel Davier, physicien français.
  - Robin Kenyatta, saxophoniste et flûtiste américain († 26 octobre 2004).
  - Ben Murphy, acteur américain.
  - Flora Purim, chanteuse brésilienne.
  - Mauro Rostagno, sociologue italien († 26 septembre 1988).
  - Charles Tolliver, musicien trompettiste de jazz américain.
- 1943 :
  - Robert Dewilder, footballeur devenu entraîneur français.
  - Wil Schuurman (nl), homme politique néerlandais.
- 1944 :
  - André Berg, photographe français.
  - Peter Dietrich, joueur de football allemand.
  - David Hendry, économiste britannique.
  - Mickey Jupp, musicien guitariste et pianiste britannique, créateur des groupes The Black Diamonds, The Orioles, The Jam et Legend.
  - Billy Raybould, joueur de rugby gallois.
  - Norbert Steger (en), avocat et homme politique autrichien du parti FPÖ, vice-chancelier et ministre du commerce.
  - Kiri Te Kanawa, chanteuse d'opéra soprano néo-zélandaise.
  - Mary Wilson, chanteuse américaine des Supremes († 8 février 2021).
- 1945 :
  - Samba Félix Ndiaye, cinéaste documentariste sénégalais († 6 novembre 2009).
  - Khánh Ly, chanteuse vietnamienne.
- 1946 :
  - Patrick Baudry, astronaute français.
  - Zbigniew Bielski (pl), acteur polonais († 30 mai 1998).
  - Ekanem Ikpi Braide, parasitologiste et vice-chancelière d'université nigériane.
  - David Gilmour, guitariste et chanteur britannique du groupe Pink Floyd.
  - Martin Kove, acteur américain.
  - Richard Noble, pilote automobile britannique, détenteur du record de vitesse terrestre depuis 1997.
  - Marcel Proulx, homme politique canadien.
  - Richard Rutowski (it), producteur cinématographique, acteur et scénariste américain.
  - Dominique Thiolat, peintre français.
  - Piet de Wit (nl), coureur cycliste néerlandais.
- 1947 :
  - Kiki Dee (Pauline Matthews dite), chanteuse britannique.
  - Dick Fosbury, athlète de saut en hauteur américain.
  - Tarso Genro, homme politique brésilien.
  - Teru Miyamoto, auteur japonais.
  - Jean-Claude Osman dit La Rouille, footballeur professionnel français.
  - Rob Reiner, acteur, producteur, réalisateur et scénariste américain.
  - John Stossel, journaliste et animateur de télévision américain pour ABC News.
  - Gheorghe Turda (ro), chanteur roumain.
  - Tadeusz Woźniak (pl), chanteur, guitariste, compositeur polonais.
- 1948 :
  - Jean-Michel Boucheron, homme politique français.
  - Vincent Courtillot, géophysicien français.
  - Anna Maria Horsford, actrice américaine.
  - Lionel Koechlin, auteur-illustrateur français.
  - Guy Montagné, humoriste et comédien français de radio et télévision.
  - Jeffrey H. Schwartz (en), anthropologue américain.
  - Stephen Schwartz, compositeur, réalisateur et scénariste américain.
- 1949 :
  - Shaukat Aziz, premier ministre et ministre des Finances pakistanais.
  - Martin Buchan, joueur de football écossais.
  - Hervé Novelli, homme politique français.
- 1950 :
  - Anna Alegiani (it), actrice de théâtre italienne.
  - Marie Michèle Desrosiers, pianiste et chanteuse québécoise.
  - Felix Genn, prélat catholique allemand.
  - Arthur Roche, cardinal catholique britannique de la Curie romaine.
  - Hirotaka Suzuoki, doubleur de cinéma japonais († 6 août 2006).
  - Berthold Tillmann (de), homme politique allemand.
  - Walter Vesti, skieur alpin suisse.
  - Joanna Żółkowska (en), actrice polonaise.
- 1951 :
  - Jeannot Ahoussou-Kouadio, homme politique ivoirien.
  - Carlos Cardet, coureur cycliste cubain.
  - Daniel-Stanislaw Gąsienica, sauteur à ski polonais.
  - Wolfgang Hanisch, athlète lanceur de javelot allemand.
  - Michel Herbillon, homme politique français.
  - Gerrie Knetemann, coureur cycliste néerlandais († 2 novembre 2004).
  - Pierre Lebovics, haut fonctionnaire français.
  - Jean-Louis Missika, homme de télévision et sociologue français.
  - Walter Trout, compositeur, guitariste et chanteur.
  - Vic Venasky, joueur professionnel de hockey sur glace canadien.
- 1952 :
  - Wojciech Fortuna, sauteur à ski polonais, champion olympique en 1972.
  - Marielle Labèque, pianiste française.
  - Mircea Pușcă (ro), homme politique roumain.
  - Felice Varini, peintre et plasticien contemporain suisse.
- 1953 :
  - Wolfgang Grams, membre russe de la Fraction Armée rouge († 27 juin 1993).
  - Jan Kjærstad, auteur norvégien.
  - André Van Nieuwkerke, homme politique belge flamand.
  - Natália do Vale, actrice brésilienne.
  - Jacklyn Zeman, actrice américaine.
- 1954 :
  - Joey DeMaio, musicien bassiste américain.
  - Halima Ben Haddou, auteur marocaine.
  - Serge Lasvignes, énarque et haut fonctionnaire français.
  - Harald Schumacher, footballeur allemand.
  - Uli Stielike, footballeur allemand.
  - Magnus Liljedahl, navigateur américain, champion olympique.
- 1955 :
  - Aurel Maria Baros, romancier, poète et directeur d’une maison d'édition roumain.
  - Wendy Boglioli, nageuse américaine.
  - Cyprien Ntaryamira, homme politique burundais, président du Burundi en 1994 († 6 avril 1994).
  - James Saito, acteur américain.
  - Rositsa Stamenova, athlète bulgare, spécialiste du 400 mètres.
  - Alberta Watson, actrice canadienne († 21 mars 2015).
  - Brigitte Wujak, athlète de saut en longueur allemande.
- 1956 :
  - André Blattmann, divisionnaire de l'armée suisse
  - Emanuel Fernandes (pt), homme politique brésilien.
  - Hans-Peter Kirchberg, chef d'orchestre allemand.
  - Christian Levavasseur, coureur cycliste français.
- 1957 :
  - Yves Bolduc, médecin et homme politique québécois.
  - Yoshiyuki Matsuoka, judoka japonais.
  - Mark Uytterhoeven, présentateur de télévision néerlandais.
- 1958 :
  - Vittorio Agnoletto (en), médecin et homme politique italien.
  - Eddie Deezen, acteur américain.
  - Stéphane Hoffmann, écrivain français.
  - Zdislav Tabara (pl), joueur de hockey et entraîneur tchèque († 16 janvier 2008).
  - Andre in het Veld (nl), nageur néerlandais.
  - Andrea Wicklein (de), femme politique allemande.
  - Vincent De Wolf, homme politique belge bruxellois.
- 1959 :
  - Saul Anuzis (en), homme politique américain.
  - Tom Arnold, acteur, producteur et scénariste américain.
  - Franco Caracciolo, acteur de cinéma italien († 3 novembre 1992).
  - Lobo Carrasco, footballeur espagnol.
  - René Mioch (nl), journaliste et présentateur de radio et de télévision néerlandais.
- 1960 :
  - François Bachy, journaliste français de télévision.
  - Walter Giardino, guitariste argentin.
  - Ronald Jan Heijn (nl), joueur de hockey sur glace néerlandais.
  - Paris Jefferson (pt), actrice britannique.
  - Véronique Pestel, chanteuse, auteur-compositeur-interprète française.
  - Manuel Pratt, humoriste français.
- 1961 : Didier Bouvet, skieur alpin français.
- 1962 :
  - Bengt Baron, nageur suédois, champion olympique en 1980.
  - Andreas Felder, sauteur à ski autrichien.
  - Erika Hess, skieuse alpine suisse.
  - Amos Kimunya, homme politique kényan.
  - Michael Konsel, footballeur autrichien.
  - Henning Lynge Jakobsen, canoïste danoise.
  - Tiziana Messina (it), footballeur italien.
  - Alison Nicholas, golfeuse anglaise.
  - Barry J. Ratcliffe, acteur, producteur et scénariste américain.
  - Frank Schröder, fondeur allemand.
- 1963 :
  - Nicole Belstler-Boettcher (de), actrice allemande.
  - Suzanne Crough, actrice américaine († 27 avril 2015).
  - Bob Egerton, joueur de rugby à XV australien.
  - D. L. Hughley, acteur, scénariste et producteur américain.
  - Marijke van Mil (nl), écrivain surinamais.
  - Jenna de Rosnay, championne américaine de planche à voile, détentrice du 1er record du monde de vitesse féminine.
  - Bruno Wojtinek, coureur cycliste français.
- 1964 :
  - Fred Blondin, chanteur français.
  - Paul Bostaph, musicien batteur américain.
  - Skip Ewing (en), chanteur et musicien de musique Country américain.
  - Niklas Henning, skieur alpin suédois.
  - Minoesch Jorissen (nl), présentatrice de télévision néerlandais.
  - Sandro Rosell, dirigeant d'entreprise espagnol, président du FC Barcelone.
  - Madonna Wayne Gacy, claviériste américain du groupe Marilyn Manson.
- 1965 :
  - Allan Bateman, joueur de rugby à XIII et de rugby à XV gallois.
  - Thomas Chase, compositeur américain.
- 1966 :
  - Maurice Ashley, joueur d'échecs américain.
  - Alan Davies, comédien britannique.
  - Marwan Lahoud, ingénieur français, ancien directeur général d'EADS chargé du stratégie commerciale, de l'international et de la stratégie.
  - Tomasz Lis, journaliste et présentateur de la télévision polonais.
  - Henning Sieverts (de), musicien bassiste de jazz allemand.
- 1967 :
  - Thomas Acda (en), chanteur et comédien néerlandais.
  - Mauro Biani (it), auteur italien.
  - Julio Bocca, danseur argentin.
  - Connie Britton, actrice américaine.
  - Jakob Friis-Hansen, footballeur danois.
  - Dietmar Haaf, athlète de saut en longueur allemand.
  - Roberto Hernández, athlète cubain spécialiste du 400 mètres.
  - Hervé Piccirillo, arbitre international français de football.
  - Mihai Tudose, homme politique roumain.
- 1968 :
  - Moira Kelly, actrice américaine.
  - Igor Kolyvanov, footballeur (attaquant) et entraîneur russe.
  - Oktay Mahmuti, entraîneur de basket-ball turc.
  - Mara Maravilha (pt), présentatrice de télévision brésilienne.
  - Carla McGhee, joueuse américaine de basket-ball.
  - Michael Romeo, musicien guitariste américain du groupe Symphony X.
  - Smudo (Michael Bernd Schmidt dit), parolier et chanteur allemand.
- 1969 :
  - Andrea Elson, actrice américaine.
  - Adam Fogerty, acteur britannique.
  - Guillaume de Fontenay, réalisateur, metteur en scène et scénographe québécois.
  - Sleepy Floyd (Eric Floyd dit), basketteur américain.
  - Kory Kocur, joueur professionnel de hockey sur glace canadien.
  - Tari Phillips, joueuse professionnelle de basket-ball américaine.
  - Amy Pietz, actrice et productrice américaine.
  - Nicholas Rogers, acteur et modèle australien.
  - Greg Scott (simple), personnalité de TV britannique.
  - Milenko Topić, basketteur serbe.
- 1970 :
  - Peter Allen, défenseur professionnel de hockey sur glace canadien.
  - Stefano Battistelli, nageur italien.
  - Betty Boo (Alison Clarkson dite), chanteuse et parolière britannique.
  - Chris Broderick, guitariste américain.
  - Shane Brolly, acteur britannique.
  - Jean-Luc Lemoine, humoriste, chroniqueur et présentateur télé français.
  - Michel Marfaing, joueur français de rugby à XV.
  - Simona Vinci, écrivain italien.
- 1971 :
  - Christophe Delord, producteur de cinéma français.
  - Richard Gay, skieur acrobatique français.
  - Servais Knaven, coureur cycliste néerlandais.
  - Darrick Martin (en), joueur de basket-ball américain.
  - Sean Morley, lutteur professionnel américain.
- 1972 :
  - Yoav Bruck (en), nageur israélien.
  - Abdelkrim El Hadrioui, footballeur marocain.
  - Frédéric Mazé, auteur et journaliste français.
  - Terry Murphy (en), joueur de snooker nord-irlandais.
  - Shaquille O'Neal, joueur de basket-ball américain.
  - Jaret Reddick (en), chanteur et guitariste américain.
  - Peter Sendel, biathlète allemand.
  - Chris Taylor, joueur de hockey sur glace canadien.
  - Marianne Thieme, femme politique et militante de la cause animale néerlandaise.
- 1973 :
  - Amina Abdellatif, judokate française.
  - Juliette Arnaud, actrice, autrice, scénariste, dialoguiste, chroniqueuse de radio et de télévision française.
  - Michael Finley, joueur de basket-ball américain.
  - Gemma (Marilyn Tisserand dite), danseuse orientale, chorégraphe, pédagogue française.
  - Peter Lindgren, musicien guitariste suédois.
  - Zhang Linli, athlète chinoise spécialiste des courses de fond.
- 1974 :
  - Santino Marella (Anthony Carelli dit), catcheur professionnel italo-américain.
  - Laurent Cettolo, joueur de rugby à XV français.
  - Philippe Durpes, footballeur français.
  - Benno Kuipers (en), nageur néerlandais.
  - Lionel Mallier, joueur de rugby à XV français.
  - Laurent Sieurac, dessinateur et scénariste français de bande dessinée.
  - Semo Sititi, joueur de rugby à XV de l'équipe des Samoa de rugby à XV.
  - José Alejandro Suárez Martín, footballeur espagnol.
  - Brad Schumacher, nageur américain, double champion olympique en relais.
- 1975 :
  - Aracely Arámbula, actrice et chanteuse mexicaine.
  - Suzette Lee, athlète jamaïquaine, spécialiste du saut en longueur et du triple saut.
  - Yannick Nézet-Séguin, chef d’orchestre québécois.
  - Mikel Pradera, coureur cycliste espagnol.
  - Minouche Smit (en), nageuse néerlandaise.
  - Janne Väätäinen, sauteur à ski finlandais.
- 1976 :
  - Kenneth Anderson, catcheur professionnel américain.
  - Cédric Barbosa, footballeur français.
  - Antoine Dénériaz, skieur professionnel français, champion olympique.
  - Stjepan Tomas, footballeur croate.
- 1977 :
  - John Celestand, joueur de basket-ball américain.
  - Sébastien Fauqué, joueur de rugby à XV français.
  - Francisco Javier Fernández, athlète espagnol spécialiste de la marche (20 et 50 km).
  - Claude Kalisa, joueur de football rwandais.
  - Yórgos Karagoúnis, footballeur grec.
  - Shabani Nonda, footballeur de la République démocratique du Congo d’origine burundaise.
  - Bubba Sparxxx (Warren Anderson Mathis dit), rappeur américain.
  - Marcus Thames, joueur de baseball américain.
- 1978 :
  - Lara Cox, actrice australienne.
  - Thomas Godoj, musicien polonais.
  - Pierre Maudet, homme politique suisse.
  - Salvatore Perugini, rugbyman italien.
- 1979 :
  - Érik Bédard, joueur franco-ontarien de baseball.
  - Miniya Chatterji, universitaire indienne.
  - Avon Cobourne, joueur de football américain.
  - Claude Davis, footballeur jamaïcain.
  - Thomas Dossevi, footballeur franco-togolais.
  - David Flair, lutteur professionnel américain.
  - Tim Howard, joueur de football américain.
  - Arnaud Maire, joueur de football professionnel français.
- 1980 :
  - Emma Igelström, nageuse suédoise.
  - Felipe Reyes, joueur de basket-ball espagnol.
  - Emílson Cribari, footballeur brésilien.
  - Rodrigo Taddei, footballeur brésilien.
- 1981 :
  - Gorka Iraizoz, footballeur espagnol.
  - Sisa Koyamaibole, joueur de rugby à XV fidjien.
  - Miz (Mizuki Watanabe dite), chanteuse japonaise.
  - Zlatan Muslimović, footballeur bosniaque.
  - Ellen Muth, actrice américaine.
- 1982 :
  - Inga Abitova, coureuse du fond russe.
  - Jimmy Cowan, joueur de rugby à XV néo-zélandais.
- 1983 :
  - Giulia Quintavalle, judokate italienne.
  - Mario Scheiber, skieur alpin autrichien.
  - Andranik Teymourian, footballeur iranien d'origine arménienne.
  - Yoggi (Benjamin Guiraud dit), monocycliste français.
- 1984 :
  - Becky (Rebecca Eri Ray Vaughn dite), actrice et animatrice britannico-japonaise.
  - Leïla Bekhti, actrice française.
  - Daniel DeSanto, acteur canadien.
  - Nicolas Frey, footballeur français.
  - John Paul Kepka, patineur de short-track américain.
  - Ľubomír Pištej, joueur de tennis de table slovaque.
  - Tomasz Marczyński, coureur cycliste polonais.
  - Daniël de Ridder, footballeur néerlandais.
- 1985 :
  - Pierre-Édouard Bellemare, joueur de hockey sur glace français.
  - Russell Brown, athlète américain spécialiste du demi-fond (1 500 m).
  - Godfrey Khotso Mokoena, athlète sud-africain, spécialiste du saut en longueur et du triple saut.
  - Pedrinho, footballeur portugais du Rio Ave.
  - Ezequiel Horacio Rosendo, footballeur argentin.
  - Linus Thörnblad, spécialiste du saut en hauteur suédois.
  - Bakaye Traoré, footballeur professionnel français.
  - Daniel Winnik, joueur professionnel de hockey sur glace canadien.
- 1986 :
  - Jake Arrieta, joueur de baseball américain.
  - Loek Beernink, actrice et chanteuse néerlandaise.
  - Avdija Vršajević, footballeur bosniaque.
- 1987 :
  - Kevin-Prince Boateng, footballeur ghanéen.
  - Hannah England, athlète britannique spécialiste du 1 500 mètres.
  - Wissem Maaref, footballeur franco-tunisien.
  - Hannah Taylor-Gordon, actrice de cinéma britannique.
- 1988 :
  - Agnes Carlsson, chanteuse suédoise de pop et dance.
  - Marina Erakovic, tenniswoman néo-zélandaise.
- 1989 :
  - Marte Høie Gjefsen, skieuse acrobatique norvégienne.
  - Victoria Jilinskaïté, handballeuse russe.
  - Ievgueni Kovalev, coureur cycliste russe.
  - Amy Okuda, actrice américaine.
  - Nélson Oliveira, coureur cycliste portugais.
  - Agnieszka Radwańska, joueuse de tennis professionnelle polonaise.
  - Verena Schott, nageuse handisport allemande.
- 1990 :
  - Hiwot Ayalew, athlète éthiopienne, spécialiste du 3 000 mètres steeple.
  - Derek Drouin, sauteur en hauteur canadien.
  - Linn Haug, snowboardeuse norvégienne.
  - Georganne Moline, athlète américaine.
  - Andrew Musgrave, fondeur britannique.
  - Alfred N'Diaye, footballeur franco-sénégalais.
- 1991 : Aleksandar Dragović, footballeur autrichien d'origine serbe.
- 1992 : Momoko Tsugunaga, chanteuse et idole japonaise.
- 1995 : Aimyon, chanteuse et parolière japonaise.
- 1996 : Christian Coleman, athlète américain spécialiste du sprint.

### XXIesiècle
- 2001 : Milo Manheim, acteur américain

## Décès

### VIIIesiècle
- 766 : Chrodegang de Metz, évêque de Metz (° v. 712 ou 715).

### XIesiècle
- 1052 : Emma de Normandie, reine d'Angleterre (° v. 976).

### XIIIesiècle
- 1252 : Rose de Viterbe, sainte catholique (° 1235).

### XVIesiècle
- 1531 : Pedro Arias Dávila, administrateur colonial espagnol (° vers 1440).
- 1543 : Baccio d'Agnolo, sculpteur et un architecte de l'école florentine (° 19 mai 1462).
- 1561 :
  - Carlo Caraffa, cardinal italien (° 29 mars 1517).
  - Gonçalo da Silveira, missionnaire jésuite portugais (° 23 février 1526).
- 1583 : Nicolaus Cisner, érudit, humaniste et jurisconsulte allemand (° 24 mars 1529).

### XVIIesiècle
- 1601 : Philippe Briet, jésuite et savant français (° 9 décembre 1668).
- 1606 : Philippe de Hohenlohe, comte de Hohenlohe-Langenburg et général de la République des Provinces-Unies (° 17 février 1550).
- 1615 : Pieter Both, premier gouverneur général des Indes néerlandaises (° 1568).
- 1616 : Francis Beaumont, acteur et dramaturge anglais (° 1585).
- 1638 : Paulus Moreelse, peintre et architecte néerlandais (° 1571).
- 1642 : Louis Charette de la Colinière, sénéchal de Nantes (° 18 mars 1575).
- 1673 : Isaac Luttichuys, peintre néerlandais du siècle d'or (° 25 février 1616).
- 1681 : Michel de Marolles, homme d'Église, traducteur et historien français (° 22 juillet 1600).

### XVIIIesiècle
- 1730 : Hattori Dohō, poète japonais de haïku (° 1657).
- 1754 : Christlob Mylius, homme de lettres allemand (° 11 novembre 1722).
- 1755 : Thomas Mangey, ecclésiastique et érudit anglais (° 1688).
- 1767 : Jacques Clinchamps de Malfilâtre, poète français (° 8 octobre 1732).
- 1785 : Martin Carlin, ébéniste français, d'origine allemande (° ~1730).
- 1789 : Jean Chastel, paysan français qui tua la bête du Gévaudan (° ~ 1708).
- 1794 : Jérôme-Étienne-Marie Richardot, général de brigade français, mort emprisonné à la Conciergerie (° 29 juin 1751).
- 1796 :
  - Charles de Canolles de Lescours, général français de la Révolution française (° 14 avril 1739).
  - Guillaume-Thomas Raynal, écrivain et penseur français (° 12 avril 1713).

### XIXesiècle
- 1811 :
  - Gilles-Louis Chrétien, violoncelliste français, et inventeur du physionotrace (° 5 février 1754).
  - Francisco Javier de Lizana y Beaumont, archevêque de Mexico, vice-roi de Nouvelle-Espagne (° 1750).
- 1815 : Antoine-René Mauduit, architecte et mathématicien français (° 17 janvier 1731).
- 1836 :
  - Michel Louis Joseph Bonté, général français de la Révolution et de l’Empire (° 27 juillet 1766).
  - James Bowie, pionnier et soldat américain (° 10 avril 1796).
  - Davy Crockett, personnalité américaine (° 17 août 1786).
- 1838 : Johannes Burchart VIII, pharmacien et féru d'antiquité estonien (° 11 mars 1776).
- 1842 : Constanze Weber, femme de Wolfgang Amadeus Mozart (° 5 janvier 1762).
- 1850 : Charles de Bernard, romancier et nouvelliste français (° 24 février 1804).
- 1866 : Jean Bernard Duseigneur, sculpteur romantique français (° 23 juin 1808).
- 1876 : Émile Péhant, poète français et conservateur de la bibliothèque de Nantes (° 19 janvier 1813).
- 1877 : Joseph Autran, poète et auteur dramatique français (° 20 juin 1813).
- 1879 : Alexandre-Hippolyte Goblin, musicien français (° 25 décembre 1800).
- 1880 : Louis Auzoux, médecin français (° 7 avril 1797).
- 1885 : Jules Goux, pilote automobile français (° 6 avril 1885).
- 1886 : 
  - Charles Jeannel, philosophe et écrivain français (° 4 février 1809).
  - Julia Evelina Smith, militante américaine (° 27 mai 1792).
- 1888 :
  - Henri Fournier, imprimeur français (° 19 novembre 1800).
  - Louisa May Alcott, romancière américaine (° 29 novembre 1832).
- 1895 : Camilla Collett, écrivaine norvégienne, pionnière du féminisme (° 23 janvier 1813).
- 1898 : 
  - Felice Cavallotti, journaliste, dramaturge et homme politique italien (° 6 décembre 1842).
  - Joseph Noulens, écrivain, journaliste, critique d'art et poète d'expression française et gasconne (° 29 octobre 1828).
- 1899 : Victor Vilain, sculpteur français (° 3 août 1818).
- 1900 : Gottlieb Daimler, constructeur automobile allemand (° 17 mars 1834).

### XXesiècle
- 1904 : Hans Hermann Behr, médecin, entomologiste et botaniste germano-américain (° 18 août 1818).
- 1905 :
  - John Henninger Reagan, chef politique américain de l'État du Texas (° 8 octobre 1818).
  - Hugues Rebell, écrivain français (° 27 octobre 1867).
- 1907 : Paul-Alphonse Reverchon, médecin et botaniste français (° 24 mai 1833).
- 1911 : William Worrall Mayo, médecin et chimiste américain d'origine britannique (° 31 mai 1819).
- 1916 : James Key Caird, homme d'affaires écossais, baron de la jute et mécène philanthrope (° 7 janvier 1837).
- 1917 : François Marie Falquerho, prêtre et poète breton (° 11 décembre 1854).
- 1920 :
  - Leonida Bissolati, homme politique italien (° 20 février 1857).
  - Max Fürbringer, anatomiste allemand (° 30 janvier 1846).
- 1922 : Hermann Mandl, cavalier autrichien de saut d'obstacles (° 1856).
- 1930 :
  - Marianna Abgrall, auteur de chansons populaires, de poèmes et de textes (° 1850).
  - Frederick Vincent Theobald, entomologiste britannique (° 1868).
  - Alfred von Tirpitz, grand-amiral allemand (° 19 mars 1849).
- 1931 : Wilhelm Haarmann, chimiste allemand qui, en commun avec Ferdinand Tiemann, a réalisé la première synthèse de la vanilline en 1874 (° 24 mai 1847).
- 1932 : 
  - Pierre Devoluy, poète, romancier et journaliste français (° 27 juin 1862).
  - John Philip Sousa, compositeur et chef d'orchestre américain (° 6 novembre 1854).
- 1936 : Robert Desmettre, nageur et joueur de water-polo français, champion olympique en 1924 (° 5 août 1901).
- 1937 : William Hornaday, zoologiste et protecteur de la nature américain (° 1er décembre 1854).
- 1939 :
  - Michel Levie, homme politique belge (° 4 octobre 1851).
  - Ferdinand von Lindemann, mathématicien allemand (° 12 avril 1852).
- 1940 : Marcellus Gilmore Edson, pharmacien canadien de Montréal qui a breveté le beurre de cacahuètes (pâte d'arachide) en 1884 (° 7 février 1849.
- 1941 :
  - Gutzon Borglum, sculpteur américain (° 25 mars 1867).
  - Antonin Lavergne, écrivain et poète français (° 5 juin 1863).
  - Eudaldo Serrano Recio, républicain espagnol, membre fondateur du PSOE (° 1er janvier 1903).
- 1943 : Marie Politzer, militante communiste et résistante française (° 15 août 1905).
- 1945 :
  - Harald Freiherr von Elverfeldt, Generalleutnant allemand (° 6 février 1900).
  - Rudolf Karel, compositeur tchèque (° 9 novembre 1880).
  - Georges Métayer, homme politique français (° 29 décembre 1869).
- 1946 : Henri Roger-Viollet, ingénieur et photographe français (° 30 avril 1869).
- 1950 : Albert Lebrun, homme d'État français, 15e Président de la République française (° 29 août 1871).
- 1951 :
  - Philip Daubenspeck, joueur de water-polo américain (° 28 octobre 1905).
  - Ivor Novello, auteur, compositeur, chanteur et acteur gallois (° 15 janvier 1893).
  - Volodymyr Vynnytchenko, écrivain et homme politique ukrainien (° 27 juillet 1880).
- 1952 : Jürgen Stroop, commandant des troupes lors de la destruction du Ghetto de Varsovie de 1942 à 1943, mort exécuté (° 26 septembre 1895).
- 1954 : Charles-Édouard de Saxe-Cobourg et Gotha, duc régnant de Saxe-Cobourg-et-Gotha, grand-père maternel du roi Charles XVI Gustave de Suède (° 19 juillet 1884).
- 1958 : Sam Taylor, réalisateur, scénariste et producteur américain (° 13 août 1895).
- 1959 :
  - Guido Brignone, réalisateur de cinéma italien (° 6 décembre 1886).
  - Joseph Guffey, homme politique américain (° 29 décembre 1870).
- 1960 : Jean Puy, peintre français du courant fauviste (° 7 novembre 1876).
- 1961 :
  - Florenz Ames, acteur américain (° 6 janvier 1883).
  - George Formby, acteur et chanteur britannique (° 26 mai 1904).
  - Boris Vilkitski, hydrographe et topographe russe (° 3 avril 1885).
- 1963 : Émile Pagès, écrivain de langue française (° 30 juin 1893).
- 1964 :
  - Julius Bartels, géophysicien et statisticien allemand (° 17 août 1899).
  - Paul Ier de Grèce, rois des Hellènes (° 14 novembre 1901).
  - Edward Van Sloan, acteur américain (° 1er novembre 1881).
- 1965 : Margaret Dumont, actrice américaine (° 20 octobre 1882).
- 1967 :
  - Nelson Eddy, chanteur d'opéra et acteur américain, (° 29 juin 1901).
  - Zoltán Kodály, compositeur hongrois (° 16 décembre 1882).
- 1968 :
  - Josephine Hopper, artiste américaine et épouse du peintre réaliste Edward Hopper (° 1883).
  - Léon Mathot, cinéaste français (° 5 mars 1886).
- 1970 : William Hopper, acteur américain (° 26 janvier 1915).
- 1973 :
  - Pearl Buck, romancière américaine, prix Nobel de littérature 1938 (° 26 juin 1892).
  - Alexandre Ptouchko, réalisateur russe surnommé le Walt Disney russe (° 6 avril 1900).
- 1974 : 
  - Frieda Hauswirth, écrivaine, peintre et féministe suisse (° 8 février 1886).
  - Francis Le Basser, homme politique français (° 2 avril 1889).
- 1977 : Marcel Duhamel, éditeur français, créateur de la Série noire chez Gallimard (° 16 juillet 1900).
- 1982 : Ayn Rand (Alissa Zinovievna Rosenbaum dite), philosophe américaine d'origine russe (° 2 février 1905).
- 1983 : Cathy Berberian, cantatrice américaine d'origine arménienne (° 4 juillet 1925).
- 1984 :
  - Martin Niemöller, théologien et pacifiste allemand (° 14 janvier 1892).
  - Henry Wilcoxon, acteur et producteur américain (° 8 septembre 1905).
- 1986 :
  - Guy Hoffmann, acteur et réalisateur québécois (° 7 avril 1916).
  - Georgia O'Keeffe, peintre américaine (° 15 novembre 1887).
  - István Pelle, gymnaste hongrois (° 26 juillet 1907).
- 1988 :
  - Jeanne Aubert, comédienne et chanteuse française (° 21 février 1900).
  - Dick Ricketts, joueur américain professionnel de basket-ball (° 4 décembre 1933).
- 1990 : Joe Sewell, joueur américain de baseball (° 9 octobre 1898).
- 1991 : Salvo Randone, acteur italien (° 25 septembre 1906).
- 1992 :
  - Elvia Allman, actrice américaine (° 19 septembre 1904).
  - Léo Campion, chansonnier et caricaturiste français (° 24 mars 1905).
  - Joëlle Guillaud, actrice française (° 14 mars 1950).
  - Erik Nordgren, compositeur suédois (° 13 février 1913).
- 1993 : Božidar Popović, mathématicien, astronome et espérantiste serbe (° 16 octobre 1913).
- 1994 :
  - Tenguiz Abouladzé, réalisateur géorgien (° 31 janvier 1924).
  - Georges Géronimi, footballeur français (° 16 juin 1892).
  - Melina Mercouri, chanteuse et personnalité politique grecque (° 18 octobre 1920).
- 1995 :
  - Jean Amila, écrivain et dialoguiste français (° 24 novembre 1910).
  - Barbara Lass, actrice polonaise (° 1er juin 1940).
  - Delroy Wilson, chanteur jamaïcain de ska, rocksteady et reggae (° 5 octobre 1948).
- 1996 : 
  - Jack Abel, dessinateur et encreur de bande dessinée américain (° 15 juillet 1927).
  - Joseph Rabstejnek, footballeur français (° 15 mars 1921).
- 1997 : 
  - Cheddi Jagan, homme d'État guyanais (° 22 mars 1918).
  - Michael Manley, Premier ministre de Jamaïque (° 10 décembre 1924).
  - Marian Michalik, peintre polonais (° 19 juin 1947).
  - Ursula Torday, romancière britannique (° 19 février 1912).
- 1998 : 
  - Rudolf Baranik, peintre, photographe et graveur américain (° 10 septembre 1920).
  - Adem Jashari, militant kosovar, l'un des fondateurs et dirigeant de l'UÇK (° 28 novembre 1955).
  - Jean Séverin, enseignant, écrivain et traducteur français (° 21 août 1911).
  - Vanna Vanni, actrice italienne (° 7 janvier 1920).
  - Pierre Villette, musicien et compositeur français (° 7 février 1926).
- 1999 : 
  - Hiroshi Hamaya, photojournaliste japonais (° 28 mars 1915).
  - Issa ben Salmane Al Khalifa (Isa II), émir de Bahreïn de 1961 à sa mort (° 3 juin 1933).
  - Dennis Viollet, footballeur anglais (° 23 septembre 1933).
  - Eric Wolf, anthropologue autrichien puis américain (° 1er février 1923).
- 2000 :
  - John Colicos, acteur canadien (° 1928).
  - Marcel Pepin, syndicaliste et journaliste québécois (° 28 février 1926).

### XXIesiècle
- 2001 : 
  - Mário Covas, ingénieur puis homme politique brésilien (° 21 avril 1930).
  - Nane Germon, actrice française (° 10 juin 1909).
  - Balla Moussa Keïta, acteur malien (° 1934).
  - Portia Nelson, actrice américaine (° 27 mai 1920).
  - Jim Taylor, footballeur anglais (° 5 novembre 1917).
- 2002 :
  - Bryan Fogarty, joueur de hockey sur glace canadien (° 11 juin 1969).
  - Ralph Rumney, artiste peintre britannique (° 5 juin 1934).
  - Donald Wilson, écrivain et producteur de la télévision britannique (° 1er septembre).
  - Jacques Kalisz, architecte français (° 6 septembre 1926).
- 2003 :
  - Alice Martineau, chanteuse et auteur anglaise de chansons (° 8 juin 1972).
  - Luděk Pachman, joueur d'échecs tchèque (° 11 mai 1924).
  - Maurice Rheims, écrivain français (° 4 janvier 1910)
- 2004 : 
  - Gérard Brault, résistant français (° 29 avril 1922).
  - Frances Dee, actrice américaine, épouse de Joel McCrea (° 26 novembre 1909).
- 2005 :
  - Hans Bethe, physicien américain d'origine allemande, prix Nobel de physique 1967 (° 2 juillet 1906).
  - Gladys Marín, femme politique chilienne (° 16 juillet 1941).
  - Teresa Wright, actrice américaine (° 27 octobre 1918).
- 2006 :
  - King Floyd, chanteur et compositeur américain (° 13 février 1945).
  - Jean Le Harivel, agent britannique du service secret britannique Special Operations Executive pendant la Seconde Guerre mondiale (° 3 avril 1918).
  - Kirby Puckett, joueur américain de baseball (° 14 mars 1960).
  - Dana Reeve, actrice et chanteuse américaine, épouse de Christopher Reeve (° 17 mars 1961).
- 2007 :
  - Jean Baudrillard, l'un des plus influents des sociologues français (° 27 juillet 1929).
  - Shane Cross, skater professionnel australien (° 22 août 1986).
  - Pierre Moinot, romancier  et académicien français (° 29 mars 1920).
- 2008 :
  - Lili Boniche (Élie Boniche dit), chanteur et musicien français, juif d'Algérie, de musique arabo-andalouse (° 1921).
  - Michel Debet, homme politique français (° 12 octobre 1944).
  - Gustaw Holoubek, acteur de théâtre et de cinéma, réalisateur et homme politique polonais (° 21 avril 1923).
  - Stanislav Konopásek, joueur tchécoslovaque de hockey sur glace (° 18 avril 1923).
  - Peter Poreku Dery, cardinal ghanéen, archevêque émérite de Tamale (° 10 mai 1918).
- 2009 :
  - Silvio Cesare Bonicelli, évêque catholique italien (° 31 mars 1932).
  - Bernard Lemaire, haut fonctionnaire français (° 4 novembre 1946).
  - Henri Pousseur, compositeur belge (° 23 juin 1929).
  - Olivier Revault d'Allonnes, philosophe et esthéticien français (° 30 juillet 1923).
- 2010 :
  - Roger Gicquel, journaliste et présentateur de journaux télévisés français (° 22 février 1933).
  - Endurance Idahor, footballeur nigérian (° 4 août 1984).
  - Mark Linkous, compositeur pop-rock américain (° 9 septembre 1962).
  - Marcel Simard, producteur, scénariste, sociologue et cinéaste québécois (° 1945).
- 2011 :
  - Marie-Andrée Bertrand, criminologue québécoise (° 1925).
  - Brigitte Friang, résistante, journaliste et écrivaine française (° 23 janvier 1924).
  - Jean-Claude Lavaud, footballeur français (° 18 mai 1938).
  - Ján Popluhár, footballeur tchécoslovaque (° 12 septembre 1935).
- 2012 :
  - Marquitos, footballeur espagnol (° 16 avril 1933).
  - Włodzimierz Smolarek, footballeur polonais (° 16 juillet 1957).
- 2013 :
  - Stompin' Tom Connors, auteur-compositeur-interprète canadien de musique folk et country (° 9 février 1936).
  - Alvin Lee, guitariste de rock anglais (° 19 décembre 1944).
- 2014 :
  - Jean-Louis Bertuccelli, réalisateur français (° 3 juin 1942).
  - René Borg, réalisateur français et directeur artistique, créateur des Shadoks (° 28 mars 1933).
  - Maurice Faure ancien résistant et homme politique français (° 2 janvier 1922).
- 2016 : Nancy Reagan, actrice américaine, épouse de l'ancien président américain Ronald Reagan, ancienne première dame des États-Unis (° 6 juillet 1921).
- 2017 : Luc Cousineau, auteur-compositeur-interprète québécois (° 19 septembre 1944).
- 2020 : McCoy Tyner, pianiste américain de jazz (° 11 décembre 1938).
- 2021 : 
  - Chris Barber, musicien de jazz, chef d'orchestre et compositeur britannique (° 17 avril 1930).
  - Joaquin G. Bernas, prêtre jésuite philippin (° 8 juillet 1932).
  - Claude Brixhe, helléniste et linguiste français (° 20 avril 1933).
  - Louis Selim Chedid, biologiste, ancien directeur de recherche au CNRS, professeur honoraire à l'Institut Pasteur, auteur[5] (° 14 juin 1922).
  - Renée Doria, soprano colorature française (° 13 février 1921).
  - Peter Grosser, footballeur allemand (° 28 septembre 1938).
  - Claude Lacroix, scénariste et dessinateur français (° 6 janvier 1944).
  - Pierre Maraval, historien et universitaire français (° 31 août 1936).
  - Miguel Miranda, footballeur péruvien (° 13 août 1966).
  - Lou Ottens, ingénieur néerlandais (° 21 juin 1926).
  - Jaroslav Tetiva, basketteur tchécoslovaque puis tchèque (° 4 février 1932).
  - Catherine Valogne, Femme de lettres, artiste peintre et sculptrice française (° 20 août 1924).
  - Bunny Wailer, auteur-compositeur-interprète jamaïcain (° 10 avril 1947).
- 2024 :
  - Françoise Garner, cantatrice française (° 17 octobre 1933).
  - Martin Ndongo-Ebanga, boxeur camerounais (° 23 mars 1966).
  - Rimas Tuminas, metteur en scène, professeur et directeur de théâtre soviétique puis lituanien (° 20 janvier 1952).
- 2025 :
  - Dušan Čaplovič, homme politique tchécoslovaque puis slovaque (° 18 septembre 1946).
  - André Chervel, linguiste, grammairien et historien français (° 5 novembre 1931).
  - Henri Duez, coureur cycliste français (° 18 décembre 1937).
  - Brian James, guitariste britannique (° 18 février 1955).
  - Krzysztof Kononowicz, homme politique polonais (° 21 janvier 1963).
  - Jean-Louis Moynot, syndicaliste français (° 7 juillet 1937).
  - Klaus Richtzenhain, athlète de demi-fond est-allemand puis allemand (° 1er novembre 1934).
  - Olavi Salonen, athlète de demi-fond finlandais (° 20 décembre 1933).
  - Mabel Segun, poète, dramaturge, écrivaine d'histoires pour enfants et radiodiffuseuse nigériane (° février 1930).

## Célébrations

### Nationales
- Ghana: independance day  (jour de l'indépendance) célébrant l'indépendance par rapport à la Grande-Bretagne car déclarée ce jour en 1957.
- Île Norfolk (Australie) : Foundation Day (en) (journée de la fondation de Norfolk) commémorant la prise de possession de l'île en 1788 par Philip Gidley King.

### Religieuses
- Bahaïsme : cinquième jour du mois de l'élevation (‘alá’') consacré au jeûne dans le calendrier badīʿ.
- Christianisme : recouvrement de la croix par Sainte Hélène, mère de l'empereur Constantin en 326, fête célébrée par l'Église orthodoxe[6].

### Saints des Églises chrétiennes

#### Saints des Églises catholiques et orthodoxes
Saints des Églises catholiques et orthodoxes :
- Baldred († 756), ermite sur les rives du Firth of Forth.
- Chrodegang de Metz († 766), 37e évêque de Metz.
- Cathróe de Metz († 978), 1er abbé de l'abbaye de Metz.
- Claudien († Ve siècle), évangélisateur de Trente avec son frère Vigile de Trente.
- Cyriaque († IVe siècle), acolyte de saint Maximin de Trèves.
- Évagre de Constantinople († 378), 33e patriarche de Constantinople.
- Fridolin de Säckingen (†540), moine et missionnaire en Suisse.
- Hésychius († 972), thaumaturge en Bithynie.
- Julien de Tolède († 690), 34e évêque de l'archidiocèse de Tolède.
- Kyneburge (en) († 680), Kineswide et Tibba, bénédictines à Dormancaster.
- Marcien de Tortone († 120), 1er évêque de Tortone.
- Sané († VIe siècle), évêque évangélisateur de l'Armorique.
- Victorien († IIIe siècle), Victor, Claudien et son épouse Bassa, martyrs à Nicomédie.

#### Saints et bienheureux des Églises catholiques
Saints et bienheureux des Églises catholiques :
- Colette de Corbie († 1447), religieuse française - réformatrice des clarisses.
- Cyrille de Constantinople († 1235), religieux carme.
- Hélène de Pologne († 1298), bienheureuse princesse hongroise devenue religieuse clarisse.
- Ollégaire (es) († 1137), évêque de Barcelone puis archevêque de Tarragone.
- Rose de Viterbe († 1252), pénitente du tiers-ordre franciscain à Viterbe.

#### Saints des Églises orthodoxes du jour (aux dates parfois"juliennes"/ orientales)
Saints des Églises orthodoxes :
- Job de Moscou († 1720), moine.

### Prénoms du jour
Bonne fête aux Colette et ses variantes voire dérivés : Coleen, Coleta, Coletta, Coline, Collette, Colyne, etc.
- - un autre 6 exactement 3 mois plus tôt et 9 mois plus tard jour pour jour pour les Nicolas, Nic(k), Colas, Colin, Nicole voire Nicoletta ou Nicolette (dont Colette est l'aphérèse dérivée, Nicol(e) une possible apocope (dérivée)), les parents de saint Colette ci-avant ayant invoqué Saint Nicolas pour avoir un enfant.

Et aussi aux :
- Chrodegang,
- Fridolin et son dérivé Fridoline.
- Rose (fête locale) et ses variantes ou dérivés : Rosa, Rosalinde, Rosamonde, Rosamund, Rosanna, Rosée, Roseline, Rosemonde, Rosette, Rosianne, Rosie, Rosita, Rosy, Rozenn, etc. (voir aussi les 23 août, 4 septembre ou 17 janvier).

## Traditions et superstitions

### Dictons
- « À la sainte-Colette, le sureau s’effeuillette. »[9]
- « À la sainte-Colette, on voit à vue d'œil au sureau pousser la feuille. »[10]
- « À la saint-Fridolin, plus de lampe en main. » (Suisse)[réf. nécessaire]
- « Au jour de Sainte Colette, commence à chanter l'alouette. »[11] (date marquant lea période du retour d'oiseaux migrateurs comme dans le calendrier asiatique)

### Astrologie
- Signe du zodiaque : 16e jour du signe astrologique des Poissons (ou 17e en cas d'année bissextile).

## Toponymie
Les noms de plusieurs voies, places, sites ou édifices de pays ou régions francophones contiennent cette date sous diverses graphies : voir Six-Mars .